# Europäische Union

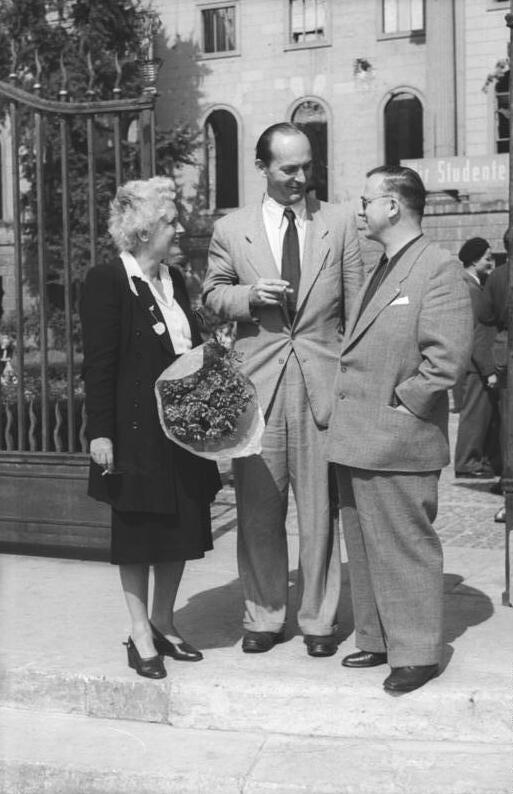
Robert Havemann (centro) fundador de Europäische Union

Europäische Union (literalmente: Unión Europea) fue una organización civil de ideología izquierdista cerrada formada por intelectuales alemanes, que existió desde 1939 hasta 1943, cuyo objetivo era hacer resistencia pasiva al nazismo durante la Segunda Guerra Mundial.

## Objetivos y actividades
Sus actividades se iniciaron en 1939 bajo el amparo del Instituto Kaiser Wilhelm, en los preámbulos de la Segunda Guerra Mundial.
Los objetivos del Europäische Union, en un principio, fueron la búsqueda de la restauración de los derechos sociales y democráticos por una Europa libre, unida bajo un ideal socialista, condiciones usurpadas por el régimen nazi de Hitler. La idea era entorpecer y socavar, dentro de los ámbitos profesionales de cada miembro, las actividades del régimen nazi ya fuera escondiendo, brindando asistencia o proporcionando vías de fuga a judíos intelectuales perseguidos o políticos contrarios al régimen, salvándolos de los campos de concentración, coordinación con otros grupos disidentes, la distribución de folletos y panfletos, y toda acción tendiente a implementar una estructura social que sirviera de reemplazo en el momento que el régimen  nazi se desmoronara. En principio, era una organización disidente que no buscaba el derrocamiento del régimen de Hitler o promoviera su asesinato.
Los miembros no desestimaban la posibilidad de establecer contactos con las altas esferas del régimen nazi para proporcionar sus servicios profesionales y de este modo dar una fachada a su organización y obtener información vía infidencia sobre sus acciones.
La organización intentó establecer contacto con los aliados a través de la Cruz Roja Internacional, sin lograrlo.

## Fundadores y miembros
Los miembros fundadores fueron: Robert Havemann, Georg Groscurth y su esposa Anneliese, Pablo Rentsch y Herbert Richter-(Luckian). Los dos primeros eran doctorados en sus profesiones y pertenecían al Instituto Kaiser Wilhelm, el resto eran de diferentes ámbitos profesionales.  
La red, según se estima, llegó a tener 50 miembros activos que incluían a profesionales, esclavos de los campos de trabajo forzado y satélites de los campos de concentración de la región de Orianenburg, los cuales fueron de nacionalidad variopinta: ucranianos, belgas y franceses.

## Fin de la organización
A principios de septiembre de 1943, un ingeniero de cinematografía llamado Paul Hatschek y su esposa, Elli Lotz, fueron detenidos por la Gestapo en el momento en que intentaban pasar información sobre unos textos programáticos de la organización en la frontera polaca, junto al químico soviético Konstantin Konstantinowitsch Shadkewitsch.  
Bajo apremio de tortura y coerción, los implicados de la red fueron desvelados por Hatschek, intentando salvar a su esposa.
En los primeros días de septiembre de 1943, Robert Havemann, Georg Groscurth, Pablo Rentsch y Herbert Richter, fueron detenidos por la Gestapo, desmantelando la red e internando a los implicados en los campos de trabajo forzado de Orianenburg.
De los 50 miembros, un total de 40 fueron detenidos, de ellos unos 15 fueron condenados a muerte y 13 ejecutados, dos de ellos murieron durante los interrogatorios. Los trabajadores forzados judíos, enviados de los campos de trabajo forzado, cuyo número se desconoce, fueron inmediatamente transferidos al campo de exterminio de Auschwitz. Las ejecuciones se hicieron en la prisión de Brandeburgo y la prisión de Plötzensee.
Los cabecillas fueron pasados a la corte del pueblo o Volksgerichtshof cayendo en las manos del juez Roland Freisler. Solamente el fundador, Robert Havemann,  sobrevivió a duras penas gracias a sus colegas pro-nazis y sus investigaciones en el desarrollo de armas químicas y porque el fin de la guerra lo alcanzó gracias a la oportuna llegada del Ejército Rojo.
El matrimonio Hatschek fue declarado culpable de alta traición y ambos fueron ejecutados.
Después de la guerra y debido a las urticantes declaraciones de Havemann en contra del gobierno de Nikita Jrushchov, el gobierno socialista y su propio partido, en pos de su desprestigio personal, ocultaron información obtenida de los archivos de la Gestapo acerca de la existencia de la Europäische Union, de modo que sus hechos no fueron conocidos públicamente, negándoles de este modo un lugar en la historia de la lucha contra el nazismo. A los miembros sobrevivientes se les negó todo tipo de reconocimientos e incluso derechos civiles inalienables y fueron considerados o bien comunistas, en el caso de la ex-RDA, o ex-nazis, en el caso de la ex-RFA.